# 阿格雷达
阿格雷达，是西班牙卡斯蒂利亚-莱昂索里亚省的一个市镇。总面积165平方公里，总人口3351人（2001年），人口密度20人/平方公里。